# Cordillera de Camerún
La cordillera de Camerún es un grupo de macizos montañosos de África Occidental y Central. Se extiende a lo largo de la región fronteriza entre Nigeria y Camerún, desde el Monte Camerún en el Golfo de Guinea hasta el Lago Chad. La cordillera, que contiene muchos volcanes, activos y extintos, forma parte de la Dorsal del Camerún, que se extiende hacia el suroeste por el Golfo de Guinea e incluye las islas de Bioko, Annobón y Santo Tomé y Príncipe.